# Belgisch (taal)
Het Belgisch is een omstreden hypothetische, prehistorische Indo-Europese taal, die door vroegere inwoners van het huidige België, Nederland, Noord-Frankrijk en Noordwest-Duitsland zou zijn gesproken, en die noch tot de Germaanse, noch tot de Keltische groep zou hebben behoord.
De Gentse taalkundige Maurits Gysseling gebruikte de enigszins misleidende term Belgisch (hijzelf schrijft in een voetnoot dat hij die van prof. dr. S.J. De Laet heeft geleend) voor een Indo-Europese taal die in laat-prehistorische tijd en los van het Keltisch gesproken werd in bepaalde delen van wat men Gallië is gaan noemen. Sporen hiervan zouden nog teruggevonden kunnen worden in bepaalde toponiemen zoals het Zuid-Oost-Vlaamse Bevere, Eine, Mater en Melden.
Het taalgebied van het Belgisch wordt gesitueerd tussen de Kwinte en de Authie in het zuidwesten, de Wezer en de Aller in het oosten, en de Ardennen en het Duitse Middelgebergte in het zuidoosten. Archeologisch is er een band voorgesteld met de Hilversumcultuur. Deze voor-Keltische cultuur werd rond 500 vC. vanuit het zuiden in de Keltische La Tènecultuur en vanuit het noordoosten door Germaanse volkeren geassimileerd. Sporen van de oude taal zouden bij de Keltische Belgae bewaard gebleven zijn.
Gysseling voelde zich gesterkt in zijn benaming door Caesars De Bello Gallico, waarin vermeld wordt dat de Belgae en de Galli (= de Kelten) een verschillende taal spraken. Gysseling probeerde zijn theorie echter vooral te staven door zijn grondige onderzoek naar de toponymie, waaruit hij concludeerde dat er inderdaad een Indo-Europese taal moet bestaan hebben, die zich van het Keltisch en het Germaans duidelijk onderscheidde.
Wel heeft het Germaans bij de germanisering (waar deze optrad) invloed gehad op het Belgisch (en het Keltisch). Zo zijn de Germaanse klankverschuivingen (p wordt f, t wordt th en k wordt h, en ook ǒ wordt ă) van toepassing op plaatsnamen waarvan vermoed wordt dat ze oorspronkelijk uit het Belgisch zijn ontleend. Het zou hier overigens niet gaan over de Frankische kolonisatie van de vijfde tot de achtste eeuw, maar over een eerste, vroege Ingveoonse germanisering die kort voor onze tijdrekening (in de tweede eeuw voor Christus) moet hebben plaatsgevonden.
Kenmerkend voor het "Belgisch" zijn het bewaren van de Indo-Europese p. Ook waternamen op -(a)ra zoals een vroege (896 AD) vermelding van de Dender als Thenra, en -ănā of -ǒnā zoals in Matrǒnā (vandaag Mater) en de vorming van nederzettingsnamen op -iǒm (de o moet hier trouwens drie keer een boogje hebben), zouden typisch "Belgisch" zijn.
Tot op vandaag blijven volgens Gysseling sporen zichtbaar van dit zogenaamde "Belgisch". Het diminutiefsuffix -ika, de feminiserende suffixen -agjōn- en -astrjō en het collectiefsuffix -itja- zijn in het Nederlands ontleend en soms zelfs bijzonder productief geworden. In de toponymie blijven apa, poel, broek, gaver, drecht, laar en ham bewaard als Belgische leenwoorden.
Gysselings reconstructie wordt ruwweg bevestigd door de archeologie: sommige voor de Keltische culturen typerende voorwerpen zijn opvallend afwezig in de Lage Landen, en de taalkundige germanisering lijkt contemporain met de verspreiding van de Harpstedt-Nienburg-groep. Tegelijk zijn er voorwerpen die alleen in dit gebied voorkomen, en niet daarbuiten, zoals de cultus voor de Matres. Archeologen spreken daarom wel van het Noordwestblok.